# Barbara Radziwiłł

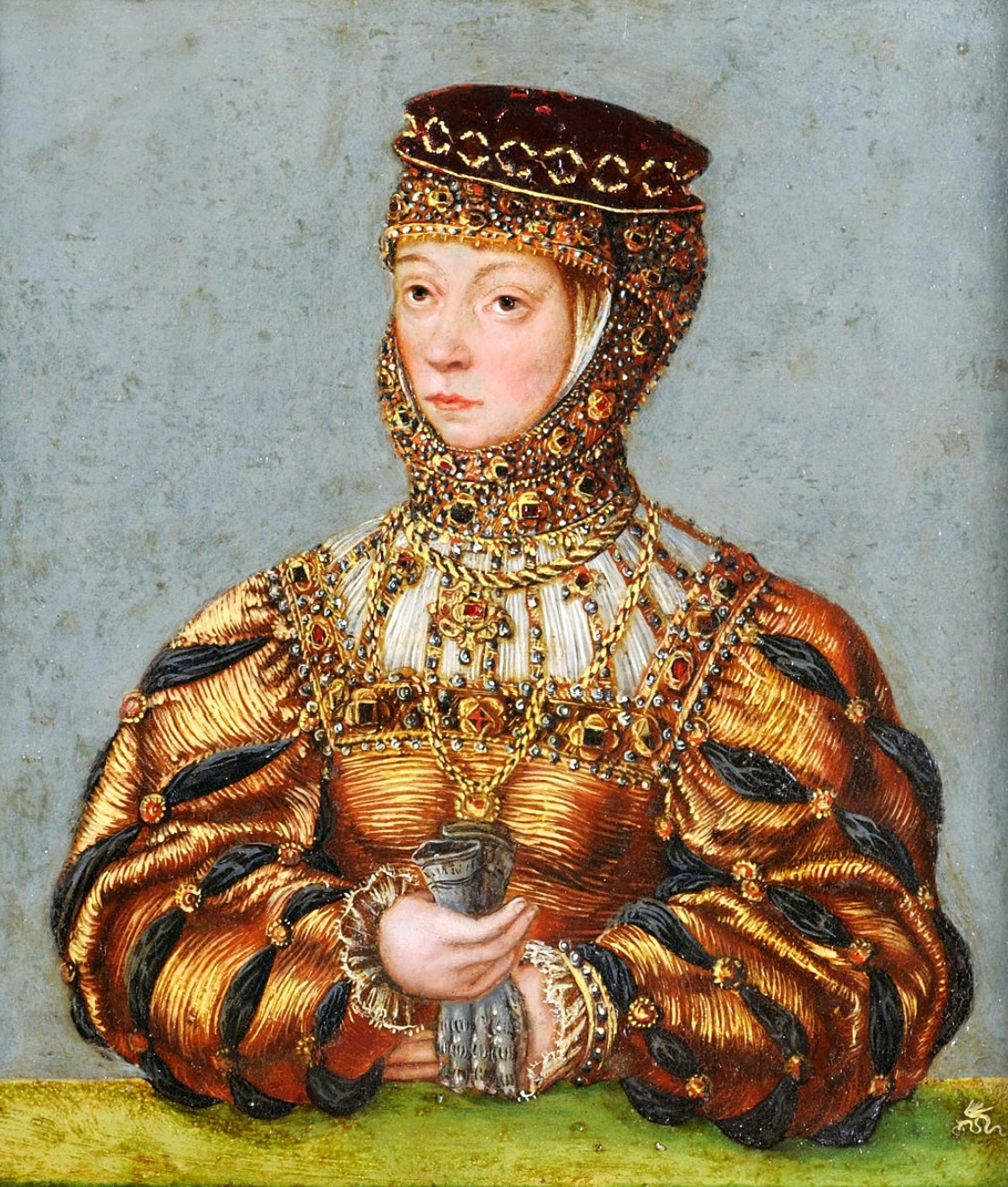
Königin Barbara Radziwiłł (Porträt von Lucas Cranach dem Jüngeren)

Barbara Radziwiłł (auch Barbara Radziwiłłówna, litauisch Barbora Radvilaitė, belarussisch Барбара Радзівіл; * 6. Dezember 1520 in Wilna; † 8. Mai 1551 in Krakau) war eine Adelige aus dem litauischen Adelsgeschlecht der Radziwiłł (lit. Radvila).  Als Gemahlin von Sigismund II. August war sie ab 1550 Königin von Polen und Großfürstin von Litauen.

## Leben
Barbara war Tochter des litauischen Magnaten Jerzy Herkules Radziwiłł (lit. Jurgis Radvila), des Großhetmans von Litauen, und der Barbara Koła. Zeitgenössischen Berichten zufolge war Barbara eine der schönsten Damen ihrer Zeit. 
Ihre Eltern hatten ihr eine gute Ausbildung zuteilwerden lassen, sie sprach und schrieb sowohl Ruthenisch, die Sprache der höheren Schichten des Großfürstentums, als auch Polnisch und wahrscheinlich auch Latein und etwas Litauisch. Am 18. Mai 1537 wurde sie mit Stanislaus Gasztold, dem Woiwoden von Trakai, verheiratet, der am 18. Dezember 1542 starb. 

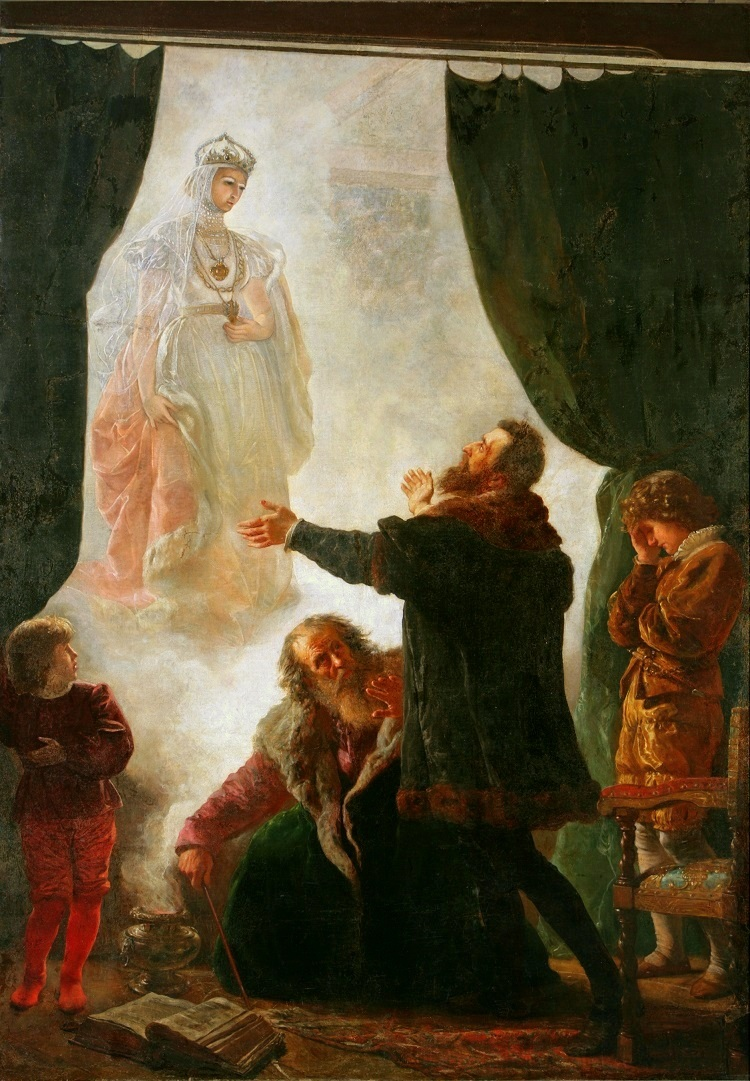
Pan Twardowski lässt den Geist der verstorbenen Königin Barbara Radziwiłł vor König Sigismund erscheinen (Gemälde von Wojciech Gerson, 19. Jahrhundert)

Ihre Liebesbeziehung und spätere Vermählung, 1547 in Wilna, mit König Sigismund II. August, dem letzten König aus der Jagiellonen-Dynastie, stärkte die Macht der Familie Radziwiłł in Polen und Litauen wesentlich und hatte den Aufstieg ihres Bruders Mikołajs Radziwiłł „des Roten“ (lit. Mikalojus Radvila Rudasis) und Cousins Mikołajs Radziwiłł „des Schwarzen“ (lit. Mikalojus Radvila Juodasis) zur Folge. Gegen diese Heirat gab es erheblichen Widerstand der Untertanen, da sie entgegen den Regeln, die für königliche Ehen galten, geschlossen wurde. Der Sejm verlangte, dass der König sich von seiner Gattin trennt. Dies wurde auch von der Königinmutter Bona Sforza unterstützt, da sie für den Herrscher, ihren einzigen Sohn, eine politische Allianz anstrebte und nicht eine Verbindung mit einer Vasallin. Sigismund August verteidigte aber seine große Liebe und setzte sogar seine Krone aufs Spiel. Letztlich erlahmte der Widerstand und Barbara wurde am 7. Dezember 1550 zur Königin und Großfürstin gekrönt.
Schon fünf Monate später starb sie am 8. Mai 1551 in Krakau, vermutlich am Gebärmutterhalskrebs. Ihr Tod war ein schwerer Verlust für den König, der dann bis zu seinem Lebensende nur schwarze Kleider trug. 
Ihrem Wunsch gemäß, in Litauen bestattet zu werden, wurde Barbara nach Wilna überführt und in einer Krypta in der Kathedrale von Wilna beigesetzt.